# ナイル川讃歌

ナイル川で上下エジプトを結び、豊穣をもたらす神ハピ

ナイル川讃歌（英語: Hymn to the Nile）は単にハピ讃歌とも呼ばれ、ナイル川を称える内容の古代エジプトで作られた讃歌である。

## 概要
「ナイル川への讃歌」は「ハピへの賛歌」とも呼ばれ、古代エジプト人がナイル川またはナイル川の神ハピを称えるために作った賛歌である。彼らにとって、エジプトは「ナイルの賜物（）」であったからで、後のヘロドトスもエジプトをこのように呼んだ。なぜなら、そこからエジプト人は生き続けるための資源を引き出したからである。ナイル川のほとりの近くに定住した人々は、実際、同じ言語を共有し、同様の神性を崇拝していた。

## 讃歌
ナイル讃歌はエジプト古王国時代および新王国時代などのいくつかのものが断片で伝わっているが、英国博物館の所蔵品（書記Ennana によるもの）には全部で14節あり、第1節は次の通りである。
ナイル川よ、あなたに挨拶を送る！

あなたはこの土地に現れ、

エジプトに命を与える！

神秘的にあなたは暗闇から出てきて、

この日、それが祝われている！

ラーによって作られた果樹園に水を撒き、

すべての家畜を生かせるために、あなたは

地球に無尽蔵の飲み物を与える！

空から降りる小道であり、

セブのパンとネペラの最初の果物を愛し、

あなたはプタの工房を栄えさせる！

## 現代の利用
NHKエンタープライズが「ナイル川讃歌」を利用して、古代エジプトの発展がいかにナイル川のおかげかの教育的番組「古代文明　冒険紀行　おおナイルよ」を作成して、2012年と2020年（NHK-BSP）で放映した。
その内容は、俳優の榎木孝明がカイロ郊外の村で20世紀初頭にはナイル川が氾濫していた写真を村人に見せて、アスワンダムと同ハイダムができて氾濫がなくなったことを彼らから聞いた後、「ナイル川讃歌」をところどころで声を出して読みながら旅を続け、まずナイル川デルタの畑で氾濫は「黒い土」をもたらしたことを確かめ、またアレクサンドリアの町の楽器店で古代の楽器「シストラム」（Sistrum）を発見して、その単純な演奏を聞く。そこからナイル川をさかのぼり、ルクソールの西岸の古代遺跡「メンナの墓」（Menna's tiles＆TT69）の壁画でハピ神のおかげのナイル川の氾濫で農耕が行われて、氾濫後に畑の所有者の決定に二等辺三角形を使う測量などの技術が行われて科学が発展し、ラムセス3世時代の葬式でシストラムが使われたなどを見る。次にアスワンハイダムの少し下流ではナイル川の川幅が狭まり、水が渦巻き、古代人はそこで水が地中から湧いてくるハピ神の生地と信じ、中洲のサーヒル島には有名な「飢饉の碑」があり、そこに3200年前のジェセル王の時代に川が氾濫しない年が七年も続いたので「私ラムセス2世がハピ神に祈ったら、_やっと氾濫が始まった。」と象形文字で書かれている。さらにナイル川を遡って、スーダンの首都ハルツームでは白ナイルと青ナイルが合流し、前者は水量は年中一定だが、後者が雨季に増水するのでこの川を遡り、エチオピアに入り、その首都のアジス・アベバで黒土の起源を知るには上流の三つの石橋を見る必要があると地質学者に言われて、これら石橋を見にアバイ川（白ナイル川）の大渓谷を経験してそこの村々は玄武岩が砕けた肥沃な黒土に覆われた農業が盛んな農業天国で、6月から9月の雨季には黒土が川へ流れ出る様子を見て、最後には水源地のタナ湖に達して、湖畔の村祭り（エチオピア正教の祝日）で村人たちがシトラムを鳴らしながら歌い踊る様を見るという、全体でナイル川に関する古代エジプト文明を榎木孝明の旅で理解するという内容である。

## 参照項目
- 古代エジプト文学における讃歌